# Góry (gmina)
Góry (od 1973 Michałów) – dawna gmina wiejska istniejąca do 1954 roku w woj. kieleckim. Siedzibą władz gminy były Góry. 
W okresie międzywojennym gmina Góry należała do powiatu pińczowskiego w woj. kieleckim. Po wojnie gmina zachowała przynależność administracyjną. 1 lipca 1951 część obszaru gminy Góry (gromady Skrzypiów i Zakrzów) przyłączono do gminy Pińczów.
Według stanu z dnia 1 lipca 1952 roku gmina składała się z 13 gromad: Góry, Karolów, Kołków, Michałów, Orkanów, Pawłowice, Polichno, Przecławka, Szyszczyce, Tomaszów, Węchadłów, Wolica i Zagajówek.
Jednostka została zniesiona 29 września 1954 roku wraz z reformą wprowadzającą gromady w miejsce gmin. Po reaktywowaniu gmin z dniem 1 stycznia 1973 roku gminy Góry nie przywrócono, utworzono natomiast jej terytorialny odpowiednik, gminę Michałów w tymże powiecie.
Zobacz też: gmina Góry Mokre